# Parapachygone
Parapachygone é um género monótipo de plantas com flores pertencentes à família Menispermaceae. A sua única espécie é Parapachygone longifolia.
A sua área de distribuição nativa é em Queensland, na Austrália.